# Mallotus villosus
Capelan
Pour les articles homonymes, voir Mallotus et Capelan.
Ne doit pas être confondu avec Capelan de France.
Genre
Espèce

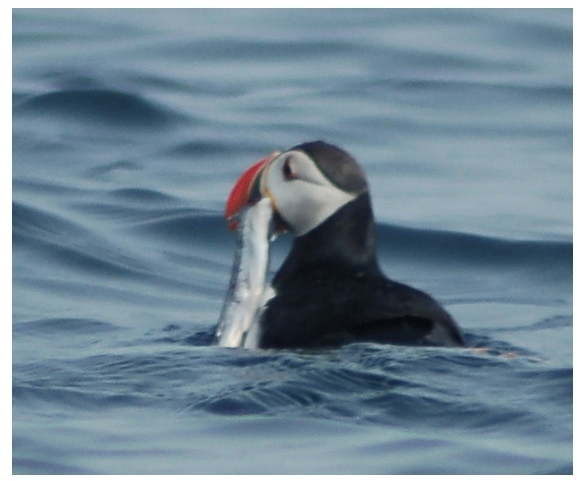
Macareux moine et capelan.

Mallotus villosus, le capelan, est un petit poisson des océans Atlantique et Glacial Arctique. Le capelan commun (Mallotus villosus villosus) se trouve dans l'océan Atlantique jusqu'à la latitude de Terre-Neuve), et dans l'océan glacial Arctique, notamment en mer de Barents ainsi qu'à Caplan, en Gaspésie. La sous-espèce Mallotus villosus socialis, aussi appelée capelan du Pacifique, vit dans le Pacifique nord, depuis le Détroit de Béring jusqu'à la latitude de la Corée et du Japon. Le capelan se regroupe en bancs dont la biomasse peut atteindre plusieurs millions de tonnes. Le capelan vit entre la surface et 300 m de profondeur.
Mallotus villosus est la seule espèce du genre Mallotus.

## Apparence et nom
Les femelles atteignent une longueur de 20 cm, les mâles, de 25 cm. Le capelan est coloré en olive sur le dos, évoluant en dégradé vers l'argenté sur les flancs. Le ventre des femelles est rougeâtre à l'époque du frai. Le corps est mince, les dents peu visibles.
Le nom est celui du chapelain en ancien français, via l'occitan capelan (latin capelanus). Les dénominations anglaise (capelin) et allemande (Kapelan) en dérivent.

## Cycle biologique
Le capelan vit entre 2 et 5 ans. Les bancs passent la plus grande partie de leur existence en haute mer. À l'âge de 2-6 ans, les capelans frayent sur les plages et les fonds sablonneux. Les principales zones de frai sont les côtes de Terre-Neuve, du Groenland et de Russie, ainsi que la côte sud de l'Islande et les fjords du Finnmark. La sous-espèce pacifique fraie sur les côtes de l'Alaska et de Colombie britannique. La période de frai s'étend de mars à octobre.
Une femelle pond entre 6 000 et 12 000 œufs. Ceux-ci sont enterrés sous le sol à une profondeur pouvant atteindre 10 cm. Les larves éclosent au bout de 15 à 20 jours. La majorité des poissons ne fraie qu'une fois dans sa vie. Après le frai sur les plages, la mortalité est extrêmement élevée, avoisinant les 100 % pour les mâles. Nombre d'entre eux meurent d'épuisement, échoués sur les plages ou victimes des oiseaux de mer et des phoques.

## Place dans la chaîne alimentaire
Les baleines, les phoques, les morues, les calmars, les maquereaux, les orques et les oiseaux de mer sont des prédateurs du capelan, en particulier lors de la période du frai, lorsqu'il migre vers le sud. Le capelan est un maillon essentiel de la chaîne alimentaire de la morue atlantique. De grands bancs de morues suivent les capelans jusqu'aux zones de frai. Les pêcheries de capelan et de morue de l'Atlantique du Nord-Est sont donc gérées selon une approche multi-espèces par les principaux propriétaires, originaires de Norvège ou de Russie. De nombreuses espèces d'oiseaux de mer dépendent également des alevins de capelan.
Le hareng est un des principaux concurrents du capelan. Les années où le hareng est massivement présent dans la Mer de Barents, les populations de capelans semblent fortement affectées. Cela est probablement dû à deux facteurs : la compétition pour la nourriture et le fait que les harengs se nourrissent d'alevins de capelans, ce qui conduit à un effondrement de la population des capelans.
En été, le capelan se nourrit du plancton dense à la limite de la calotte glaciaire. Les spécimens les plus grands consomment également une grande quantité de krill et d'autres crustacés, ainsi que des petits poissons.

## Migrations

Distribution et migration des capelans islandais
Zone verte : Zones d'alimentation des adultes
Zone bleue : Distribution des juvéniles
Flèches vertes : Migrations alimentaires
Flèches bleues : Migrations de retour
Zone rouge et flèches rouges : Migrations de frai - Zones principales de frai et itinéraires de dérive des larves

Les capelans se réunissent en bancs denses et migrent au printemps et en été, pour se nourrir dans les zones océaniques riches en plancton situées entre l'Islande, le Groenland et l'île de Jan Mayen. La distribution et la migration du capelan sont liées aux courants océaniques et aux masses d'eau. Au voisinage de l'Islande, les capelans matures entreprennent de longues migrations pour se nourrir, au printemps et en été, la migration de retour ayant lieu entre septembre et novembre. La migration pour le frai commence au nord de l'Islande en décembre et janvier.

## Pêche
Commercialement, le capelan est utilisé comme produit alimentaire, et dans l'industrie des huiles de poisson. Sa chair a un goût agréable, ressemblant à celle du hareng. Les œufs de capelan ("masago") sont des produits alimentaires coûteux, particulièrement au Japon. Ils sont souvent mélangés au wasabi, et vendus sous le nom de "caviar de wasabi". Dans les provinces de Québec et de Terre-Neuve, au Canada, une pratique estivale commune consiste à se rendre sur les plages, et à attraper les capelans au filet, ou par tout autre moyen, les capelans arrivant par millions chaque année fin mai et début juin.